# Alina Piltschuk
Alina Sjarjaheuna Piltschuk (belarussisch Аліна Сяргееўна Пільчук, englisch Alina Pilchuk; * 27. Juni 2000 in Schodsina, Rajon Smaljawitschy, Minskaja Woblasz) ist eine belarussische Biathletin. Sie gab 2022 ihr Weltcupdebüt.

## Sportliche Laufbahn
Alina Piltschuk bestritt in ihren ersten Karrierejahren ausschließlich Wettkämpfe auf Juniorenebene. So nahm sie ab 2019 an drei Juniorenweltmeisterschaften teil und bestritt weiterhin Rennen im IBU-Junior-Cup. Obwohl Piltschuk konstant unter den besten 30 Athleten pro Wettkampf war, reichte es nie für ein einstelliges Resultat, bestes internationales Ergebnis bei den Junioren war ein zehnter Platz im Einzel auf der Pokljuka 2019. Mit der Staffel ging es bei der Junioren-WM 2021 auf Rang 6, wobei das Team bis zum letzten Wechsel noch in Führung lag, nach drei Strafrunden von Julija Kawaleuskaja aber weit zurückfiel. Ab Ende 2021 lief die Belarussin im IBU-Cup und erzielte sofort erste Top-40-Ergebnisse. Nachdem sie in Obertilliach 19. des Sprints sowie sechste mit der Mixedstaffel wurde, bekam Piltschuk in Oberhof ihre ersten Einsätze im Weltcup, wurde 42. im Sprintrennen und ergatterte im zugehörigen Verfolger als 40. sofort ihren ersten Weltcuppunkt. Daraufhin wurde sie als Ersatzstarterin für die Olympischen Spiele von Peking nominiert, bekam aber erwartungsgemäß keinen Einsatz.
Im Sommer 2022 trat Piltschuk bei einigen Wettkämpfen im Commonwealth Cup an und zog sich im Zuge dessen Verletzungen an der Schulter zu, woraufhin sie sich einer Operation unterzog. Seither nahm sie weder national noch international an Wettkämpfen teil, was dazu führte, dass sie mittlerweile nicht mehr Teil der Nationalmannschaft ist.

## Persönliches
Piltschuk lebt und studiert in Minsk.

## Statistiken

### Weltcupplatzierungen
Die Tabelle zeigt alle Platzierungen (je nach Austragungsjahr einschließlich Olympische Spiele und Weltmeisterschaften).
- 1.–3. Platz: Anzahl der Podiumsplatzierungen
- Top 10: Anzahl der Platzierungen unter den ersten zehn (einschließlich Podium)
- Punkteränge: Anzahl der Platzierungen innerhalb der Punkteränge (einschließlich Podium und Top 10)
- Starts: Anzahl gelaufener Rennen in der jeweiligen Disziplin
- Staffel: inklusive Mixed- und Single-Mixed-Staffeln

| Platzierung               | Einzel | Sprint | Verfolgung | Massenstart | Staffel | Gesamt |
| ------------------------- | ------ | ------ | ---------- | ----------- | ------- | ------ |
| 1. Platz                  |        |        |            |             |         |        |
| 2. Platz                  |        |        |            |             |         |        |
| 3. Platz                  |        |        |            |             |         |        |
| Top 10                    |        |        |            |             |         |        |
| Punkteränge               |        |        | 1          |             |         | 1      |
| Starts                    | 1      | 2      | 1          |             |         | 4      |
| Stand: Saisonende 2021/22 |        |        |            |             |         |        |

### Weltcupwertungen
Ergebnisse bei Weltcups (Disziplinen- und Gesamtweltcup) gemäß Punktesystem.
| Saison  | Einzel | Einzel | Sprint | Sprint | Verfolgung | Verfolgung | Massenstart | Massenstart | Gesamt | Gesamt |
| Saison  | Platz  | Punkte | Platz  | Punkte | Platz      | Punkte     | Platz       | Punkte      | Platz  | Punkte |
| ------- | ------ | ------ | ------ | ------ | ---------- | ---------- | ----------- | ----------- | ------ | ------ |
| 2021/22 | –      | –      | –      | –      | 84.        | 1          | –           | –           | 106.   | 1      |

### Jugend-/Juniorenweltmeisterschaften
Piltschuk nahm 2019 an den Jugend-, ab 2020 an den Juniorenwettkämpfen teil.
| Weltmeisterschaften | Weltmeisterschaften | Einzelwettbewerbe | Einzelwettbewerbe | Einzelwettbewerbe | Damenstaffel |
| Jahr                | Ort                 | Einzel            | Sprint            | Verfolgung        | Damenstaffel |
| ------------------- | ------------------- | ----------------- | ----------------- | ----------------- | ------------ |
| 2019                | Osrblie             | 13.               | 14.               | 24.               | 14.          |
| 2020                | Lenzerheide         | 20.               | 22.               | 32.               | 9.           |
| 2021                | Obertilliach        | 28.               | 14.               | 34.               | 6.           |